# Bányászméhek
A bányászméhek (Andrenidae)  az ízeltlábúak (Arthropoda) törzsének a rovarok osztályának a hártyásszárnyúak (Hymenoptera) rendjébe és a fullánkosdarázs-alkatúak (Apocrita) alrendjébe tartozó család mintegy 3000, a 2020-as évek elejéig leírt fajjal.

## Származásuk, elterjedésük
A legismertebb hazai fajok:
- sárgatorú bányászméh (Andrena albicans)
- fémes bányászméh (Andrena barbareae)
- nagy bányászméh (Andrena carbonaia)
- őszfejű bányászméh (Andrena cineraria)
- szalagos bányászméh (Andrena flavipes)
- sárga bányászméh (Andrena fulva),
- karcsú bányászméh (Andrena hattorfiana)
- fekete bányászméh (Andrena morio)
- lucerna-bányászméh (korai bányászméh, Andrena aovulata)
- pirosas bányászméh (Andrena scita)
- fényes bányászméh (Andrena nitida)
- pitypang-bányászméh (Andrena taraxaci)
- vöröstorú bányászméh (Andrena thoracica)

- szélesfejű méh (Panurgus calcaratus)

## Megjelenésük, felépítésük
Kis vagy közepes méretű méhecskék. A virágpor gyűjtésére „kosárkájuk” alakult ki.

## Életmódjuk, élőhelyük
Magányosan élnek, tehát nincsenek külön királynőik és dolgozóik; minden nőstény termékeny. A méhek között nagy ritkaságként több éjjelinek nevezhető (sötétedéskor vagy a kora esti órákban aktív) fajuk is van.
Fészkelésük nem feltűnő. Petéik bölcsőinek üregeket ásnak a földbe, azt meghordják nektárral és virágporral, majd egy-egy petét raknak beléjük. A fészeképítéshez csak a csupasz, nem bolygatott felszín felel meg.